# Arachnothera everetti
Arachnothera everetti là một loài chim trong họ Nectariniidae.